# 3-ヒドロキシフェナゼパム
3-ヒドロキシフェナゼパム（英：3-Hydroxyphenazepam）は、睡眠作用、鎮静作用、抗不安作用、抗てんかん作用を有するベンゾジアゼピンである。フェナゼパムの活性代謝物であり、ベンゾジアゼピンのプロドラッグであるシナゼパムの活性代謝物でもある。フェナゼパムと比較すると、3-ヒドロキシフェナゼパムは筋弛緩作用が減少しているが、その他の点ではほぼ同等である。他のベンゾジアゼピンと同様に、3-ヒドロキシフェナゼパムはGABAA受容体のベンゾジアゼピン部位の陽性アロステリック調節因子として振る舞い、EC50は10.3nMである。デザイナードラッグとして販売されている。